# Lê Hy
Lê Hy (1646-1702) là danh sĩ đời vua Lê Huyền Tông, hiệu Trạm Khê, quê xã Thạch Khê, huyện Đông Sơn, phủ Thiệu Thiên, Thanh Hoa (nay là thôn Thạch Khê thượng, xã Đông Khê, huyện Đông Sơn, tỉnh Thanh Hóa.) Năm 1664 Giáp Thìn, 18 tuổi ông đỗ đồng Tiến sĩ xuất thân, làm quan đến chức Thượng thư bộ Binh, rồi thăng Tham tụng, trông coi cả Trung thủ giám tước Lai Sơn Bá. Ông đã từng đi sứ sang nhà Thanh. Có lần làm thơ tiễn Đặng Đình Tướng đi sứ. Khoảng năm 1697, ông nhận lệnh của Lê Hy Tông và Chúa Định Nam Vương Trịnh Căn soạn bộ Đại Việt sử ký bản tục biên, biên soạn từ đời Lê Huyền Tông đến Lê Gia Tông và viết tựa cho sách ấy. Ông mất năm 1702.